# Kuchera
Kuchera is een Indiase stad en gemeente in het district Nagaur in de deelstaat Rajasthan. Kuchera telde in 2001 19.563 inwoners.